# 雨宮みき
雨宮 みき（あまみや みき、1995年6月1日 - ）は、舞台・ライブハウスを中心に活躍している、日本の俳優、シンガーソングライター。アイドルグループ「アイアイタイガー」の元メンバー。青山学院大学文学部英米文学科卒業。株式会社LUCEANT所属。

## 経歴
- 父親の仕事の関係で、幼少期からミュージカル、小劇場の演劇に親しみ、小学生からミュージカルクラブに所属。
- 中学・高校時代はミュージカル部に在籍し、高校2年時には部長を務める。中高通して学級委員を務め、新聞部にも在籍。
- 2017年2月、青山学院大学在学中に、ゴブリン串田[1]のミニシアター「日常ときどき記念日」で初舞台。以後、小劇場の舞台を中心に活躍中。
- 2018年、生命保険会社に新卒で入社。
- 2020年「向日葵プリンセス2020」オーディション[2]へ参加。
- 同オーディションで実施された、配信アプリ「ミクチャ」内イベントにて、ファイナリストに選出。最終順位9位[3]を獲得した。
- 2020年より、音楽活動を開始。オリジナル曲の制作やライブ活動を精力的に行いながら、ツイキャスやYouTubeチャンネルの開設など配信、舞台上演作品の劇中歌などへの楽曲提供も行なっている。
- 2021年3月までは、MIKI名義で活動。
- 2022年3月、舞台劇中に登場するアイドル"アイアイタイガー"のメンバー役を演じたのをきっかけに、会社を退職し、同名グループのメンバーとしてアイドルデビュー[4]。2024年9月に卒業。以後、ソロアーティストとして活動。

## 人物
- アイアイタイガー在籍時、担当カラーが緑だった事から、ファンネームは「えだまめちゃんず」。自身のグッズにもデザインされている。
- アイドル活動時はメガネキャラで、かなりの数の伊達メガネを所有。現在の視力はかなり低いが、コンタクトを使用。
- 好きな俳優は、戸田恵梨香、清野菜名、柳楽優弥を挙げている。
- 好きなアーティストは、YUI、中島美嘉、あいみょん、奥華子、Mr.Children、the pillows、尾崎豊、THE BLUE HEARTSなど。
- 宝塚歌劇団の大ファン。劇場にもよく足を運んでいる。
- 影響を受けた映画は、『レ・ミゼラブル』『浅草キッド』
- 影響を受けた楽曲は、さだまさし『奇跡～大きな愛のように～』、中島みゆき『命の別名』、尾崎豊『僕が僕であるために』
- 兄と妹がいる。家族全員B型で、みんな自分の話をして、誰も人の話を聞いていない事がある。
- 実家で犬と猫を飼っている。
- 好きな食べ物は、肉、チーズ、牡蠣。
- 特技は水泳。趣味は銭湯・サウナ。
- 学生時代の得意科目は英語・音楽・現代文、苦手科目は化学・生物・古文。
- 中学校・高等学校校教諭一種「英語」免許を保有。家庭教師のアルバイト経験も。

## 出演

### 舞台

#### 2017年
- 「日常ときどき記念日」ゴブリン串田のミニシアター（2017年2月、神田Kホール） - 主演　源輝々役
- 「空に向かって撃つべし！」スターズ☆シアター（2017年4月、Entertainment Live Bar Stars） - ポリス役
- 「中村レンジャーとゴブショッカーの日々」ゴブリン串田のミニシアター（2017年5月、神田Kホール） - 小清水役
- 「第3回花嫁候補と僕会議」ゴブリン串田のミニシアター（2017年9月、神田Kホール） - 松島サヨリ役
- 「50回目の出来事」ゴブリン串田プロデュース（2017年11月、新宿スターフィールド） - 美紀役
- 「これまでの日常たち」ゴブリン串田のミニシアター（2017年12月、神田Kホール） - 元町/松下朋美/間宮役

#### 2018年
- 「よいこのための完全犯罪」APC（2018年3月、絵空箱） - 女2役
- 「空に向かって撃つべし！」スターズ☆シアター（2018年8月、Entertainment Live Bar Stars） - ポリス役
- 「ワンアワー」ゴブリン串田のミニシアター（2018年10月、神田Kホール） - 主演　山口あかり役
- 「地下に潜って撃つべし！」スターズ☆シアター（2018年11月、Entertainment Live Bar Stars） - ポリス役
- 「食卓の愛」ゴブリン串田のミニシアター（2018年11月、神田Kホール） - 秋葉原梨々役

#### 2019年
- 「星降る夜に2020 ACT2」スターズ☆シアター（2019年1月、Entertainment Live Bar Stars） - 鹿島なお役
- 「マカロンちゃんの憂鬱」楽劇座プロデュース（2019年2月、THEATER Rrose Selavy） - キャラメル役
- 「ひさしぶりのオムニバス」ゴブリン串田のミニシアター（2019年2月、神田Kホール） - 小鳥遊役
- 「空に向かって撃つべし！」スターズ☆シアター（2019年3月、Stars☆TOKYO） - ポリス役
- 「地下に潜って撃つべし！」スターズ☆シアター（2019年3月、Stars☆TOKYO） - ポリス役
- 「カルロス・ザ・ファイナル」スターズ☆シアター（2019年3月、Stars☆TOKYO） - ヒロイン　白木葉子役
- 「Happy Wedding ACT1」スターズ☆シアター（2019年4月、Stars☆TOKYO） - 山中智子役
- 「並ぶひと」スターズ☆シアター（2019年5月、Stars☆TOKYO） - 主演　路地恵美役
- 「ひまわりの唄」スターズ☆シアター（2019年6月、Stars☆TOKYO） - 岩崎怜奈役
- 「Another World ACT2」スターズ☆シアター（2019年7月、Stars☆TOKYO） - 佐藤珠緒役
- 「Beginning」スターズ☆シアター（2019年7月、Stars☆TOKYO） - 鹿島なお役
- 「遥かなる空ZERO」スターズ☆シアター（2019年8月、Stars☆TOKYO） - 高藤リン役
- 「空に向かって撃つべし！」スターズ☆シアター（2019年8月、Stars☆TOKYO） - ポリス役
- ミュージカル「BABY SOUL BABYS」純血華劇派（2019年8月、空間リバティ） - 寂音役
- 「地下に潜って撃つべし！」スターズ☆シアター（2019年8月、Stars☆TOKYO） - 秘書役
- 「独DOKU ep.1」スターズ☆シアター（2019年9月、Stars☆TOKYO） - ヒロイン　女役
- ミュージカル「クランクアップのその前に」Rang-Time（2019年10月、神田Kホール） - 千住ノリコ役
- 「独DOKU ep.4」スターズ☆シアター（2019年10月、Stars☆TOKYO） - ヒロイン　女役
- 「星降る夜にBEGINNING」スターズ☆シアター（2019年11月、Stars☆TOKYO） - ヒロイン　吉永小百合役
- 「星降る夜に70's」スターズ☆シアター（2019年11月、Stars☆TOKYO） - 山崎彩華/田中好子役
- 「星降る夜に90's ACT2」スターズ☆シアター（2019年12月、Stars☆TOKYO） - 鈴木リカ役
- 「星降る夜に2030 ACT1」スターズ☆シアター（2019年12月、Stars☆TOKYO） - 山崎彩華役

#### 2020年
- 「星降る夜に2030 ACT2」スターズ☆シアター（2020年1月、Stars☆TOKYO） - 山崎彩華役
- 「星降る夜に2060 ACT2」スターズ☆シアター（2020年1月、Stars☆TOKYO） - 山崎彩華役
- 「星降る夜に2070」スターズ☆シアター（2020年2月、Stars☆TOKYO） - ヒロイン　黒田・D・クレア役
- 「星降る夜に2080」スターズ☆シアター（2020年2月、Stars☆TOKYO） - ヒロイン　黒田・D・クレア役
- 「星降る夜に2020 ACT1」スターズ☆シアター（2020年2月、Stars☆TOKYO） - 山崎彩華役
- 「星降る夜に2020 ACT2」スターズ☆シアター（2020年2月、Stars☆TOKYO） - 山崎彩華役
- 「ふぁーふぁな人々　ACT1」スターズ☆シアター（2020年3月、Stars☆TOKYO） - 神取渚役
- 「ふぁーふぁな人々　ACT2」スターズ☆シアター（2020年3月、Stars☆TOKYO） - 神取渚役
- ミュージカル「海賊バンジーと黄金のZipangu！」純血華劇派（2020年3月、Geki地下Liberty） - シリガル役
- 「桜咲く時に　ACT2」スターズ☆シアター（2020年4月、Stars☆TOKYO） - タイトルロール　桜井桜役
- 「チャコと不思議な本棚」純血華劇派（2020年10月、絵空箱） - マリー・アントワネット役
- 「壬生魔浪士組〜魔法少女と魔法少女〜」劇団新劇団（2020年11月、MsmileBOX 渋谷） - 島田ホノカ役

#### 2021年
- ミュージカル「26時の劇場～支配人コールの奇跡～」純血華劇派（2021年3月、Geki地下Liberty） - ヒロイン　オフィーリア役
- 「ソメイヨシノ」劇団エウレカ座（2021年5月、下北沢「劇」小劇場） - ユメ役※緊急事態宣言により延期
- オムニバス短編ミュージカル「ピュア！」EN&ON produce（2021年5月、絵空箱）- 田舎役
- 「ソメイヨシノ」劇団エウレカ座（2021年8月、下北沢シアター711） - ユメ役
- 「僕らの足跡」ぺんたす（2021年8月、中板橋新生館シアター）　- 塚田真歩役
- 「クオリアⅡ」EN&ONプロデュース（2021年10月、絵空箱） - まり役

#### 2022年
- 「愛で、愛して」ぺんたす（2022年5月、中板橋新生館シアター）　- 雪城蘭役
- 「未来はボクらの手の中」エウレカ座（2022年6月、恵比寿シアターアルファ東京）　- さいたまよしみ役
- 「Prediction」あみ企画（2022年6-7月、高田馬場ラビネスト）　- 澪役
- 「SUMMER HOPE in AKASAKA」ぺんたす（2022年7月、赤坂CHANCEシアター）　-彰役
- 「壬生魔浪士組〜魔法少女たちの足跡〜」劇団新劇団（2022年8月、武蔵野芸能小劇場）　-島田ホノカ役
- 「哀しみのキッチン」スカイアイ・プロデュース（2022年8-9月、オメガ東京）　-ヒトミ役
- 「僕らの足跡」ぺんたす（2022年12月、中板橋新生館シアター）　- 主演　小山のぞみ役
- 「星降る夜に　現代〜1970's」スターズ☆シアター（2022年12月、Stars☆TOKYO） - 山崎彩華役

#### 2023年
- 「星降る夜に　1980's」スターズ☆シアター（2023年1月、Stars☆TOKYO） - 松本千秋役
- 「星降る夜に　1990's」スターズ☆シアター（2023年1月、Stars☆TOKYO） - 鈴木リカ役
- 「星降る夜に　2060」スターズ☆シアター（2023年1月、Stars☆TOKYO） - 山崎彩華役
- 「星降る夜に　2080」スターズ☆シアター（2023年2月、Stars☆TOKYO） - 鹿島なお（山崎・リース・沙羅）役
- 「星降る夜に　現代」スターズ☆シアター（2023年2月、Stars☆TOKYO） - 山崎彩華役
- 「GO,JET!GO!GO!vol1〜I LOVE YOUが言えなくて〜」I♡JET企画（2023年3月、東日本橋A-Garage）- 主演　早紀役
- 「VISITOR」スターズ☆シアター（2023年4月、Stars☆TOKYO） - サンドラ・レイノルズ役
- 「Obsession」スターズ☆シアター（2023年4月、Stars☆TOKYO） - ヒロイン　イライザ・ベネット役
- 「VISITOR」スターズ☆シアター（2023年5月、Stars☆TOKYO） - 主演　アリシア・メイソン役
- 「サンドイッチ」Semi;colon（2023年6月、北池袋新生館シアター）安藤瞳役
- 「夢で逢えたら　二幕」スターズ☆シアター（2023年7月、Stars☆TOKYO） - 池田理子役
- 「何処の海　一幕」スターズ☆シアター（2023年7月、Stars☆TOKYO） - 主演　竹村翔子役
- イマーシブシアター「嘘っていうのは嘘」TAIYO MAGIC FILM（2023年8月、ホテルリブマックス BUDGET 後楽園） - 和田桃子役
- 「-香梅-Braggart cards〜乱れ咲き誇る〜」天華楽喜project（2023年9月、新宿スターフィールド） - 萩役
- 「果てしない海の向こう〜月の裏側から〜Jupiter」love&rock☆stars（2023年11月、六行会ホール） ダル役/セリ役

#### 2024年
- 「GO,JET!GO!GO!vol.2 〜浮気なJETのパレットキャット〜」I♡JET企画（2024年1月、東日本橋A-Garage theater）主演 早紀役
- 「星降る夜に　2060」スターズ☆シアター（2024年2月、Stars☆TOKYO） - ヒロイン 山崎・リース・沙羅役
- 「星降る夜に　2080」スターズ☆シアター（2024年2月、Stars☆TOKYO） - 鹿島なお役
- 「NIGHTMARE STORY」片又咲季生誕舞台2024（2024年3月、中板橋新生館スタジオ）- ヒロイン　ジュビア役
- 「Obsession」スターズ☆シアター（2024年4月、Stars☆TOKYO） - ヒロイン　イライザ・ベネット役
- 「VISITOR」スターズ☆シアター（2024年5月、Stars☆TOKYO） - 主演　アリシア・メイソン役
- 「ノスタルジアの贖罪」 空想喜劇団イナヅマコネコ（2024年6-7月、池袋シアターグリーンBIG TREE THEATER）- 相澤愛花役
- 「君の死に方、私の生き方」コルバタ（2024年7-8月、新宿スターフィールド）- 主演　七海役
- 「オオキナコエ」劇団チャイ。（2024年9月、下北沢OFF・OFFシアター）- ヒロイン 西島愛役
- 「いつかまたとなりに立つときにはさ」劇団すたあComet（2024年10月、中野TKJシアター）- ヒロイン 加藤佳南役
- 「部活から羽ばたけ！Campus⭐︎idols」藍星良produce（2024年11月、池袋シアターグリーンBASE THEATER）- 準ヒロイン　スミレ役
- 「backnumber」上原ぺこプロデュースお芝居イベント（2024年12月、赤坂CHANCEシアター）- 「L.C.Christmas」春役

#### 2025年
- 金の蜥蜴 第十九回公演『一角仙人』（2025年1-2月、築地本願寺ブディストホール） - ダブルヒロイン　玉依役
- スターズ☆シアター『星降る夜に　Peaceful & Starlight』（2025年2月、Stars☆TOKYO）-ヒロイン　藤原由佳役
- 劇団ココア『魔女エステリーゼの事件簿「溟海と卍編」』（2025年3月、大塚萬劇場）- アッシャー夫人役
- 金井天馬Prodeuce公演Vol.1『Asset~情報を売る喫茶店~』(2025年4月、アルネ543）- 主演　新井百花役
- 演劇ユニットJolokia Honey『はねひとひら〜昔噺『鶴の恩返し』より〜』（2025年5-6月、荻窪小劇場）- ヒロイン　おつる役/みつる役/ゆづる役
- 朝倉薫のガールズハイパーミュージカル『スタントウーマン』（2025年7月、築地ブディストホール）- 主演　マリー倉本役
- 藍星良produce『セピア色の乙女たち』（2025年8月、池袋シアターグリーンBOX in BOX THEATER）- 里花役(桜組)
- 劇団チャイ。第3回公演『ノーモア』（2025年9月-10月〈予定〉、シアター711）[5]

### イベント
- ゴブリン串田のアドリブコント「ゴブさんといっしょ」（2017年2月-不定期出演、神田Kホール）
- スターズイベント「朗読ナイト」（2017年2月・2017年4月、Entertainment Live Bar Stars）
- 「朗読ナイト」（2017年11月-不定期出演、あさがやドラム）
- 「New Power Generation vol.1」（2018年2月、西川口Hearts）
- 「心に響く言葉を綴ろう」（2020年6月-不定期出演、あさがやドラム）
- 「Happy Holiday! vocals」（2021年7月-不定期出演、あさがやドラム）
- love&rock☆show「The LIVE」No.II（2025年5月、恵比寿CreAto）[6]

### 配信関連
- 「音番音楽配信」ツイキャス（2020年9月- ）-　MC担当

## 作品

### 楽曲
- 光の空
- Liars
- 選択肢
- 僕だけが歌う唄
- SNOW MEMORY
- 桜夢
- ヒミツキチ
- kirakira
- 夢予報
- Lovely Addiction
- DOLL'S HOUSE
- 僕らの朝
- DEAR RUNNERS
- NIGHTMARE STORY
- 3月の向日葵
- Eternal
- 勿忘草
- ナニモノ
- ラビリンス
- ぼくらはみんな愛されたい
- ヒカリのうた